# Ro-101
Ro-101 — підводний човен Імперського флоту Японії, який взяв участь у Другій світовій війні.
Ro-101 спорудили на верфі компанії Kawasaki у Кобе. У січні 1943-го по завершенні тренувань корабель включили до 7-ї ескадри підводних човнів, яка вела бойові дії в Океанії у складі Восьмого флоту.
18—25 січня 1943-го Ro-101 здійснив перехід з Йокосуки на атол Трук у центральній частині Каролінських островів, де ще до війни облаштували головну базу японського ВМФ у Океанії. 4 лютого човен вирушив для бойового патрулювання поблизу новогвінейського Порт-Морсбі, при цьому 8—9 лютого він побував у Рабаулі — головній японській передовій базі в архіпелазі Бісмарка, з якої провадились операції на Соломонових островах та сході Нової Гвінеї. Під час походу Ro-101 не вдалось досягнути якихось успіхів і 28 лютого човен прибув до Рабаула.
4—8 березня 1943-го човен виходив з бази для порятунку японських військовослужбовців з кораблів, потоплених під час розгрому конвою в битві у морі Бісмарка. При цьому Ro-101 вдалось підібрати 45 осіб.
8 березня 1943-го, одразу після висадки врятованих, Ro-101 полишив Рабаул для допомоги підводному човну Ro-103, який сів на мілину біля острова Кірівіна (Тробріанські острови у Соломоновому морі, на схід від південно-східного завершення Нової Гвінеї). 11 березня Ro-103 вдалось самостійно зійти з мілини, після чого Ro-101 повернувся на базу.
19 березня 1943-го Ro-101 вийшов з Рабаулу для патрулювання в районі на південний схід від острова Гуадалканал, проте невдовзі через масове харчове отруєння екіпажу був вимушений повернутись. 21 березня човен все-таки зміг розпочати похід, що тривав до 12 квітня та не приніс жодних успіхів.
Так само безрезультатно завершились походи Ro-101 до південно-східного завершення Нової Гвінеї (тривав з 30 квітня по 21 травня 1943-го) та островів Гуадалаканал і Нью-Джорджія (з 12 червня по 3 липня).
8 липня 1943-го Ro-101 знову попрямував до Нью-Джорджії, на яку понад тиждень як висадились союзні війська. Надвечір 12 липня в затоці Кула американський есмінець виявив радаром човен, що перебував на поверхні, освітив його прожектором та відкрив вогонь, унаслідок чого загинуло три члена екіпажу Ro-101. Останній екстрено занурився та зміг уникнути знищення, хоча й отримав пошкодження від вибухів глибинних бомб, скинутих есмінцем. 13 липня при поверненні на базу Ro-101 був атакований літаком та знову екстрено занурився, при цьому розриви скинутих на човен бомб вивели з ладу другий перископ (з першим це відбулось унаслідок атаки в затоці Кула). 14 липня Ro-101 прибув до Рабаула, де став на ремонт.
7 серпня 1943-го човен вирушив для бойового патрулювання в районі острова Коломбангара (центральна частина архіпелагу Нью-Джорджія). Вночі 18 серпня з Ro-101 випустили чотири торпеди по есмінцю, який пройшов лише за 0,5 км від підводного човна, проте жодна з них не потрапила у ціль. 26 серпня Ro-101 повернувся у Рабаул.
10 серпня 1943-го човен вийшов на бойове патрулювання на сході Соломонових островів. Вранці 15 вересня дещо менш ніж за дві сотні кілометрів на схід від острова Сан-Крістобаль Ro-101 без успіху атакував ворожий конвой. Есмінець «Софлі» зі складу ескорту розпочав пошуки та за три години встановив сонарний контакт із підводним човном, після чого провів п'ять атак глибинними бомбами. За дві години після початку боя Ro-101 сплив на поверхню, де по ньому відкрила вогонь артилерія "Софлі"y. Крім того, патрульний літак скинув дві бомби, одна з яких уразила Ro-101. Човен занурився й невдовзі під водою стався сильний вибух, а на поверхні з'явились нафтові плями. Разом з Ro-101 загинули всі 50 членів екіпажу.